# Pusta Tušimlja
Pusta Tušimlja (en serbe cyrillique : Пуста Тушимља) est un village de Serbie situé sur le territoire de la Ville de Novi Pazar, district de Raška. Au recensement de 2011, il comptait 19 habitants.

## Démographie

### Évolution historique de la population
| 1948 | 1953 | 1961 | 1971 | 1981 | 1991 | 2002 | 2011 |
| ---- | ---- | ---- | ---- | ---- | ---- | ---- | ---- |
| 143  | 149  | 160  | 124  | 113  | 78   | 53   | 19   |

|  |